# Сайит, Кайра
Кайра Сайит (тур. Kayra Sayit; род. 13 февраля 1988, Фор-де-Франс) — турецкая дзюдоистка. Двукратная чемпионка Европы по дзюдо. Призёр чемпионатов мира и Европы. Участница летних Олимпийских игр 2016 и 2020 годов.

## Биография
Родилась в 1988 году на Мартинике. В начале карьеры выступала за сборную Франции. Завоевала бронзовую медаль на чемпионате Европы 2007 года, которой проходил в Польше.  
В феврале 2015 года она вышла замуж в Турции и приняла турецкое гражданство и имя Кайра Сайит.
На чемпионате Европы 2016 года она стала чемпионкой Европы.
В 2016 году приняла участие в Олимпийском турнире, в весовой категории свыше 78 кг, она уступила в четвертьфинале.
На чемпионате мира 2018 года в Баку, в весовой категории свыше 78 кг, завоевала бронзовую медаль.
На предолимпийском чемпионате мира 2019 года, который проходил в Токио, завоевала бронзовую медаль, в поединке за бронзу одолела бразильскую спортсменку Беатрис Соузу.
В апреле 2021 года на чемпионате Европы, который проходил в португальском Лиссабоне, турецкая спортсменка в весовой категории свыше 78 кг завоевала золотую медаль чемпионата в финале одолев соперницу из Франции Леу Фонтан. 
Весной 2024 года на предолимпийском чемпионате мира, который состоялся в Объединённых Арабских Эмиратах, Кайра завоевала серебряную медаль, в финале она уступила сопернице из Японии Вакабе Томите.